# 山本祐揮
山本 祐揮（やまもと ゆうき、1993年(平成5年)11月26日、 - ）は日本の実業家。株式会社こころび・代表取締役社長。

## 経歴
熊本県熊本市生まれ。熊本すみれ保育園、熊本市立池田小学校に入学。0歳で母親を病で亡くしており、父親だけでなく、祖父母、親戚の家に育てられる。小学校高学年のころ、『母がなくなった年齢に近づくにつれて、自分がいつか死ぬんだ』ということを実感し、死に対する漠然とした恐怖を抱えはじめる。
熊本県熊本市の真和中学校入学、その後真和高等学校に進学。中学校、高校時代にはバスケ部に所属しながら、応援団や生徒会に所属し『自分の心に火がついたら、人はものすごいパワーがでて、幸福度も高くいれる』ということに気付く。この経験から、株式会社こころびのビジョンでもある『こころに火を付け、絶やさない』が重要だと考え始める。
高校３年生のタイミングで『母親が自分の命と引き換えにもらった命だから、生きた証を残して死にたい』『多くの人の心に火をつけたり、その火を絶やさないことが自分の人生のビジョンだ』『このビジョンを自分が死んだあとも達成し続ける、仕組みや組織を作れたら、悔いなく死ねる』と考える。
バスケットボール部の最後の試合が終わる高校3年生の夏時点では、クラスでも最下位に近い学力だったが、自分のビジョンを定めた後1日16時間毎日勉強することで、受験に向けた準備を進める。
慶應義塾大学経済学部に現役合格し、2012年に熊本から上京。
大学卒業後の2016年4月、株式会社LITALICOに入社、2016年6月、株式会社LITALICOの新規事業である、子育てメディア『Conobie』の営業チーム立ち上げに配属。当初、別部署配属予定だったが、入社時の営業研修でNo.1を取ったことで、急遽営業チームに配属が決まる。
立ち上げたばかりで赤字だった子育てメディア『Conobie』を黒字化になるまで顧客獲得を行い、2019年3月NTTドコモへ事業譲渡。2019年4月、株式会社OWNERSを創業。2021年6月、株式会社OWNERSを売却。
2021年7月、株式会社こころびを創業。
新規事業妄想ラジオのパーソナリティ。

## 受賞歴
第7回販促会議企画コンペ協賛企業賞受賞
総務省主催　異能vation2024 ノミネート
第2回 GIFU IDEA PITCH CONTEST 優秀賞受賞